# Războiul civil din Paraguay din 1922-1923
Războiul civil din Paraguay (1922-1923) a avut loc între 27 mai 1922 și 10 iulie 1923, în granițele Paraguayului. A început atunci când susținătorii candidatului Adolfo Chirife au încercat să restabilească prin forță punerea în aplicare a alegerilor prezidențiale anulate de președintele Eusebio Ayala⁠(d). Chirife reprezenta așa-numita tabără constituționalistă sau schaereristă care îl susținea ideologic pe politicianul liberal Eduardo Schaerer⁠(d), în timp ce trupele aflate sub conducerea Ayala erau numite loialiști sau gondriști, care jurau credință ideologică fostului președinte Manuel Gondra⁠(d). Conflictul s-a încheiat când forțele gondriste au învins rămășițele armatei schaereriste la Asunción.

## Context
În urma revoluției din 1904, mișcarea liberală paraguayană a intrat într-o perioadă de instabilitate și de lupte între facțiuni. Între 1904 și 1922, 15 președinți paraguayeni și-au preluat mandatul. Loviturile de stat din 1908 și 1910 au cimentat divizarea liberalilor paraguayeni în facțiunile „radicales” și „civicos”. O nouă scindare a facțiunii „radicales” în două subfacțiuni conduse de Manuel Gondra⁠(d) și, respectiv, Eduardo Schaerer⁠(d), a escaladat treptat într-un război civil la scară largă.
În 1920, Gondra a ieșit victorios în alegerile prezidențiale. Schaerer a încercat imediat să îl submineze pe Gondra, forțând demisia ministrului de interne José Guggiari, cel mai vocal susținător al lui Gondra. După refuzul lui Gondra de a-l demite pe Guggiari, Gondra însuși a demisionat, din cauza apariției unei scindări în cadrul forțele armate ale Paraguayului. După refuzul vicepreședintelui Félix Paiva de a prelua funcția, congresul l-a plasat pe senatorul Eusebio Ayala⁠(d), un susținător moderat al Gondra, la președinția interimară.
A urmat o altă criză când Adolfo Chirife, un susținător al lui Schaerer, a devenit candidat la președinție. Adunând sprijinul partidului Colorado împreună cu un procent mare de susținători din Partidul Liberal, Chirife a adunat suficient sprijin pentru a-și asigura o victorie în viitoarele alegeri. Când Ayala a reacționat prin blocarea punerii în aplicare a alegerilor, susținătorii lui Schaerer au încercat să restabilească procesul electoral prin forță.

## Conflictul
Trupe aparținând zonelor militare 1, 2 și 4 însumând 1.700 de oameni, s-au unit sub numele de Armata Constituțională, declarându-și loialitatea față de Schaerer. Împotriva lor, elementele loialiste ale Marinei paraguayane și ale garnizoanelor din zona extinsă a Asunciónului au jurat credință lui Gondra. La 27 mai 1922, în urma eșecului a două săptămâni de negocieri între cele două părți, Adolfo Chirife a ordonat susținătorilor săi militari și civili din Paraguarí⁠(d) să lanseze o ofensivă asupra capitalei, declanșând astfel un război civil. Trecând prin Luque, constituționaliștii au ajuns la Asunción pe 9 iunie. Până atunci, gondriștii adunaseră 600 de soldați obișnuiți, precum și 1.000 de membri ai sindicatului anarho-sindicalist al Muncitorilor din Marină. În ciuda faptului că s-au bucurat de un succes limitat, schaereriștii au fost forțați să abandoneze asediul suburbiilor baricadate, iar pe 14 iunie au avut loc bătălii în Pirayú⁠(d) și Yaguarón, în timp ce schaereriștii se retrăgeau în Paraguarí.
Între 28 și 29 iunie 1922, un Armstrong Whitworth FK8 loialist a efectuat două raiduri asupra Paraguarí, mai întâi aruncând pamflete și apoi bombardând orașul. La 3 iulie, același FK8 a bombardat din greșeală vagoane de tren care găzduiau soldați încarcerați care au refuzat să se alăture Armatei Constituționaliste. Numeroși prizonieri au fost uciși sau răniți în această acțiune. La 8 iulie 1922, FK8 a fost doborât deasupra Pirayú, iar pilotul britanic Sydney Stewart a fost ucis.
În urma pierderii de la 14 iulie a orașelor Pirayú și Yaguarón, schaereriștii au început să-și evacueze trupele din Paraguarí către Villarrica. Între 23 și 24 iulie, loialiștii au invadata pozițiile constituționaliste din Ybitimí și Sapucaí⁠(d). Gondriștii și-au continuat înaintarea, cuceruind Itapé și Salitre Cué și, în cele din urmă, au intrat în Villarrica fără să tragă un singur foc pe 31 iulie. Orașul San Estanislao a trecut de la unii la alții dintre combatanți de mai multe ori, în timp ce cavaleriile adverse s-au luptat în zonă la începutul lunii august. Forțele aeriene gondriste s-au mutat la Villarrica. Întărită cu mai mulți veterani italieni din Primul Război Mondial, inclusiv asul Cosimo Damiano Rizzotto, aceasta și-a intensificat misiunile de recunoaștere și bombardament. La 5 septembrie, un avion constituționalist Ansaldo SVA.5 a bombardat Salitre-Cué. Apoi a decolat o aeronavă gondristă de același model, pilotată de aviatorul britanic Patrick Hassett, care a tras asupra bombardierului și l-a forțat să se retragă în Cangó. A doua zi, un alt avion constituționalist SVA.5 a atacat Salitre-Cué, dar a fost forțat să coboare lângă Cangó de Hassett după o luptă intensă. Pilotul italian Nicolá Bo avea să avariaze și un alt avion rebel pe 25 septembrie, dar a fost forțat să se întoarcă în Isla Alta după ce a rămas fără muniție.
Luptele au continuat până la sfârșitul lunii octombrie și începutul lunii noiembrie, când Isla Alta și Cangó au căzut sub controlul gondriștilor. Schaereriștii s-au întărit în zona Caí Puente Coronel Bogado, la 30 de kilometri nord-vest de Encarnación. La 13 noiembrie, un detașament loialist a mărșăluit spre Caí Puente, în timp ce o a doua coloană a comis un atac surpriză asupra ariergardei constituționaliste, capturând Carmen del Paraná. Trei zile mai târziu, gondrisții au cucerit fortăreața schaererirștilor din Caí Puente, dar mulți constituționaliști au reușit să scape de detenție, reorganizându-se și îndreptându-se spre nord, spre capitala neprotejată. Folosind transportul feroviar, gondriștii au oprit înaintarea schereriștilor și, după lupte grele în Paraguarí, Piribebuy și Yhú, gondrisții învinși s-au retras dincolo de Carayaó⁠(d).
La 18 martie 1923, schaereriștii au lansat primul lor atac din ultimele trei luni, cucerind Villarrica, care era neprotejată. Constituționaliștii au întins o ambuscadă unui convoi de aprovizionare cu 20 de vagoane la Pañetey, ucigând aproape 500 de soldați. La 18 mai, după ce comandantul șef schaererist Adolfo Chirife a murit de pneumonie, proaspăt-alesul comandant Pedro Mendoza a inițiat o ofensivă asupra Asunción. Trecând prin zonele dens împădurite Carapeguá, Itá și San Lorenzo, Mendoza a intrat în capitală la 9 iulie 1923 fără a întâmpina o rezistență semnificativă. O zi mai târziu, loialiștii au contraatacat capitala dinspre nord, punându-i în dificultate pe schaereriști și punând capăt efectiv războiului.
După cum notează Sapienza (2018): „Insurgenții, conduși de locotenent-colonelul Brizuela, au avansat doar împotriva unei rezistențe limitate, în principal din partea forțelor de poliție din capitală, ajungând în centrul orașului până în seara zilei de 9 iulie. Rebelii au cucerit baza aeriană Nu-Guazu și au capturat trei avioane în stare de zbor, dar, din moment ce nu aveau pe nimeni care să le piloteze, au fost inutile. A doua zi, cu învingătorul aparent la îndemână, insurgenții au fost subminați de vechiul lor nemesis, sprijinul logistic defectuos, au rămas fără muniție și au fost nevoiți să se retragă în fața unui contraatac hotărât; întâmplător, când forțele loialiste din nord au ajuns la periferia Asuncionului, surprinzându-i din spate. Moralul rebelilor, mereu fragil, s-a prăbușit acum complet și, odată cu el, și răscoala. Colonelul Brizuela a condus ceea ce mai rămăsese din armata insurgentă la Villeta unde și-au aruncat armele înainte de a trece fluviul pentru a se exila în Argentina.